# Bandar Abbas
Bandar Abbas, eller Bandar-e Abbas  (persiska: بَندَرعَبّاس uttal (fil)), är Irans största hamnstad. Den är belägen vid Hormuzsundet, inloppet till Persiska viken, och är ett av landets största export- och importcentra. Staden hade 526 648 invånare vid folkräkningen i september 2016. Den är administrativ huvudort både för provinsen Hormozgan och för delprovinsen (shahrestan) Bandar Abbas.
Bandar Abbas grundlades av safavidkungen Shah Abbas I år 1623, efter att densamme drivit ut de koloniserande portugiserna från området.
Idag passerar en stor del av landets utrikeshandel staden. Här finns bland annat fisk- och textilindustri. Vid Bandar Abbas finns även en av landets viktigaste militära baser, där bland annat en stor del av den iranska flottan är stationerad.
Öster om staden ligger Bandar Abbas flygplats.

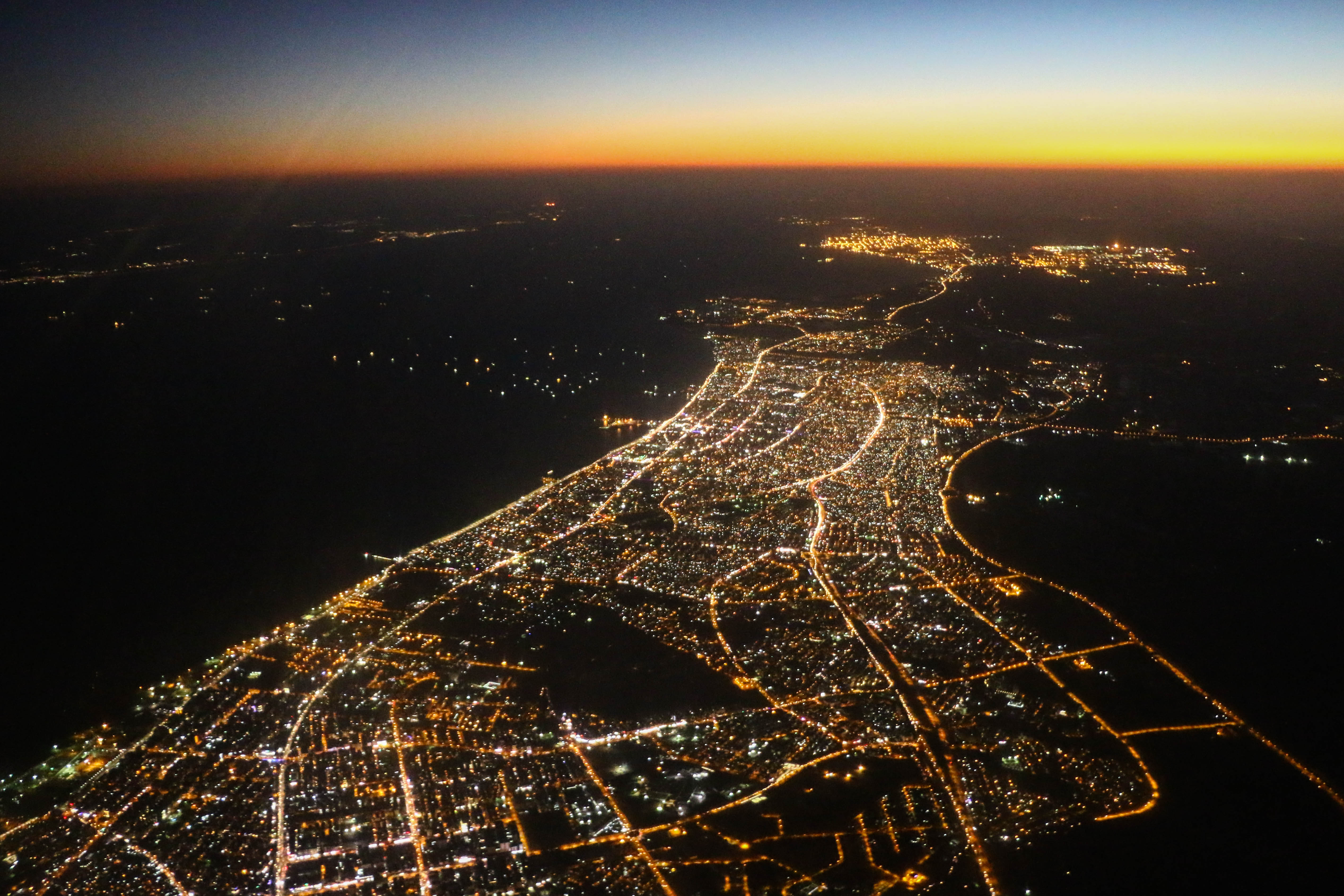
Bandar Abbas vid solnedgång, 2019